# وایتیر (کالیفرنیا)
وایتیر (به انگلیسی: Whittier) شهری در شهرستان لس‌آنجلس، کالیفرنیا ایالت کالیفرنیا است که در سرشماری سال ۲۰۱۰ میلادی، ۸۵۳۳۱ نفر جمعیت داشته است.